# Hans Werner Henze
Hans Werner Henze (Gütersloh, 1 juli 1926 – Dresden, 27 oktober 2012) was een Duitse componist, muziekpedagoog en musicoloog. Als oudste van zes kinderen van een leraar toonde hij al heel jong zijn interesse in kunst en muziek.

## Levensloop
Henze studeerde eerst in Braunschweig aan de Staatsmuziekschool en in Heidelberg aan het Kirchenmusikalisches Institut aldaar.
Henze kreeg les van dirigent-componist Wolfgang Fortner en componist-dirigent René Leibowitz. Hierna werkte hij in 1948/1949 als muzikaal leider van het Deutsche Theater in Konstanz en in de periode 1950-1953 als artistiek leider van het ballet aan het Staatstheater Wiesbaden.
Hij leefde sinds 1953 in Italië en sinds 1966 in Marino, Rome, regio Latium. Vanaf 1980 doceerde hij in Keulen aan de Staatliche Hochschule für Musik.
Sinds hun kennismaking in 1952 had Henze meer dan twintig jaar een innige vriendschap met schrijfster Ingeborg Bachmann. In eerste instantie baseerde hij zijn compositie Nachtstücke und Arien uit 1957 op haar gedichten Freies Geleit en Im Gewitter der Rosen. Hierna schreef Bachmann de libretti voor zijn opera's Der Prinz von Homburg (naar Heinrich von Kleist) in 1959 en Der junge Lord in 1964 en gebruikte Henze tevens in 1964 gedichten van haar voor de 'koorfantasiën' Lieder von einer Insel. In 1961 schreven W.H. Auden en Chester Kallmann het libretto voor zijn opera Elegie für junge Liebenden/Elegy for Young Lovers, in 1965 gevolgd door het libretto voor Die Bassariden/The Bassarids.
Henze was een maatschappelijk bewogen kunstenaar, wat in zijn composities tot uitdrukking kwam. Zo componeerde hij in 1968 het oratorium Das Floss der "Medusa", geschreven als politiek requiem voor de in 1967 vermoorde Che Guevara en geïnspireerd op het schilderij Het vlot van de Medusa (1819) van Théodore Géricault. De première op 9 december 1968 in Hamburg onder Henze's leiding werd verstoord door studenten die protesteerden tegen onder meer materialisme en consumptiecultuur. Henze stond niet onwelwillend tegenover de actie, maar verdere uitvoering bleek onmogelijk en de politie greep in. Pas in 1971 werd het stuk voor het eerst integraal uitgevoerd. In 1969 ontmoette Henze op Cuba Esteban Montego (1860-1973) en was hij onder de indruk van zijn levensverhaal. Montego was een tot slaaf gemaakte die wist te vluchten en over wie Miguel Barnet in 1966 Biografía de un cimarrón publiceerde. Hierna schreef Hans Magnus Enzensberger op basis van de Duitse vertaling van de biografie een libretto voor El Cimarrón, waarbij Henze de muziek componeerde.
Henze bleef zijn belangstelling voor opera en muziektheater behouden, als een steeds actueel forum voor actuele en algemeen geldende problemen. Zo componeerde hij We Come to the River (1976, tekst: Edward Bond) (boodschap: iedereen is dader en slachtoffer tegelijk), The English Cat (1983, tekst: Edward Bond gebaseerd op Les peines de coeur d'une chatte anglaise van Honoré de Balzac)(ontmaskering van schijnheiligheid en huichelarij) en Das verratene Meer (1989, tekst: Hans-Ulrich Treichel, naar de roman Gogo no eiko (Een zeeman door de zee verstoten, 1963) van Yukio Mishima)(over de emotionele verwaarlozing van jongeren).
In 1995 ontving hij de Westfaalse muziekprijs, die sinds 2001 zijn naam draagt. Op 7 november 2004 ontving Henze een eredoctoraat voor muziekwetenschap aan de Hogeschool voor Muziek en Theater te München.
De eerste opvoering van de opera L'Upupa und der Triumph der Sohnesliebe, naar een Syrisch sprookje, bij de Salzburger Festspiele in 2003 werd zeer goed ontvangen. Zijn allerlaatste werk, de Ouverture für ein Theater, werd geschreven ter gelegenheid van het 100-jarig bestaan van de Deutsche Oper te Berlijn. Het werk werd op het jubileumconcert op 20 oktober 2012, een week voor zijn dood, met succes uitgevoerd.
Henze heeft zich als componist op vele vlakken ontwikkeld, hij beheerste een breed scala aan compositie-technieken: van twaalftoontechniek tot aleatoriek en van elektronische synthese tot stijlcitaat.

## Composities

### Werken voor orkest

#### Symfonieën
- 1947 rev. 1963 1991 Symfonie nr. 1, voor kamerorkest
  1. Allegretto con grazia
  2. Notturno
  3. Allegro con moto
- 1949 Symfonie nr. 2, voor groot orkest
  1. Lento. Allegro
  2. Allegro molto vivace
  3. Adagio
- 1949-1950 Symfonie nr. 3, voor groot orkest
  1. Anrufung Apolls
  2. Dithyrambe
  3. Beschwörungstanz
- 1955 Symfonie nr. 4, in een deel voor groot orkest
- 1955 Vokalsinfonie uit König Hirsch
- 1962 Symfonie nr. 5, voor groot orkest
  1. Movimentato
  2. Adagio
  3. Moto perpetuo
- 1969 rev. 1994 Symfonie nr. 6, voor twee kamerorkesten
- 1983-1984 Symfonie nr. 7, voor groot orkest
  1. Tanz
  2. Ruhig bewegt
  3. Unablässig in Bewegung
  4. Ruhig, verhalten
- 1992-1993 Symfonie nr. 8
- 1995-1997 Symfonie nr. 9, voor gemengd koor en orkest
  1. Die Flucht
  2. Bei den Toten
  3. Bericht der Verfolger
  4. Die Platane
  5. Der Sturz
  6. Die Nacht im Dom
  7. Die Rettung
- 1997-2000 Symfonie nr. 10, voor groot orkest
  1. Ein Sturm
  2. Ein Hymnus
  3. Ein Tanz
  4. Ein Traum

#### Concerten voor soloinstrument en orkest
- 1946 Kamerconcert voor piano, fluit en strijkers
- 1947 Concert nr. 1 voor viool en orkest
  1. Largamente, rubato – Allegro molto
  2. Vivacissimo
  3. Andante con moto
  4. Allegro molto vivace
- 1949 Suite
- 1950 Concerto nr. 1 voor piano en orkest
  1. Entrée
  2. Pas de deux
  3. Coda
- 1966 Concert voor contrabas en orkest
- 1966 Dubbelconcert voor hobo, harp en strijkers
- 1967 Concert nr. 2, in een deel, voor piano en orkest
- 1971 rev. 1991 Concert nr. 2, voor soloviool, tape, bas-bariton en 33 instrumentalisten, op tekst van Hans Magnus Enzensberger - Hommage à Gödel
- 1972-1973 Tristan, voor piano, geluidsbanden en orkest
  1. Prolog
  2. Lamento
  3. Praeludium und Variationen
  4. Tristans Wahnsinn
  5. Adagio, Burla I, Burla II, Burla III, Ricercare II
  6. Epilog
- 1990-1992 Requiem: 9 geistliche Konzerte In memoriam Michael Vyner, voor piano solo, trompet solo en groot orkest
  1. Introitus
  2. Dies irae
  3. Ave verum corpus
  4. Lux aeterna
  5. Rex tremendae
  6. Anus Dei
  7. Tuba mirum
  8. Lacrimosa
  9. Sanctus
- 1996 Concert nr. 3 - Three portraits from Thomas Manns "Doctor Faustus", voor viool en orkest
  1. Esmeralda: nicht eilen, tanzerisch gemutvoll
  2. Das Kind Echo: Adagio - Tempo giusto
  3. Rudi S.: Andante - Piu mosso

#### Andere werken
- 1950 Sinfonische Variationen
- 1951 Sinfonische Zwischenspiele
- 1952 Tancredi
- 1952 rev. 1989 Tanz und Salonmusik
- 1953 Ode an den Westwind, muziek voor cello en orkest over het gedicht van Percy Bysshe Shelley
- 1955 Quattro poemi, voor orkest
- 1956 Sinfonische Etüden (herschreven in 1964 als: Drei sinfonische Etüden)
- 1956 Maratona
- 1956-1957 rev.1967 Jeux des Tritons
- 1957 Hochzeitsmusik
- 1957-1958 Sonata per archi (Sonata voor strijkers)
- 1958 Drei Dithyramben, voor kamerorkest
- 1958 Trois pas des Triton, divertissement uit het ballet "Undine", voor piano en orkest
- 1958 Undine, suite nr .1
- 1958 Undine, suite nr. 2
- 1960 Antifone, voor 11 solostrijkers, blazers en slagwerk
- 1963 Los caprichos, fantasie voor orkest
  1. Nadie se conoce (Keiner kennt sich selbst)
  2. Tal para cual (Gleich und gleich gesellt sich gern)
  3. El sueño de la razón produce monstruos (Der Schlaf der Vernunft gebiert Ungeheuer)
  4. Quién mas rendido? (Wer ist mehr ergeben?)
  5. El si pronuncian y la mano alargan al primero que llega (Sie sagt ja und reicht ihre Hand dem ersten, der kommt)
  6. De que mal morirá (An welcher Krankheit wird er sterben?)
  7. Aquellos pulvos... (Jener Staub...)
  8. No hubo remedio (Es gab keinen Ausweg)
  9. Linda maestra! (Schöne Herrin!)
- 1964 Zwischenspiele
- 1965 Mänadentanz
- 1965 In memoriam: die weisse Rose, dubbelfuga voor 12 instrumenten
- 1966 Fantasia voor strijkers, uit de filmmuziek "Der junge Törless" van Volker Schlöndorff
- 1967 Telemanniana, in een beweging voor groot orkest
- 1969-1970 Compases para preguntas ensimismadas muziek voor altviool en 22 instrumentalisten
- 1971-1972 rev.1986 Heliogabalus imperator, allegoria per musica, voor orkest
- 1975 Katharina Blum, concertsuite voor orkest
  1. Der vergiftete Strom
  2. Die Liebenden
  3. Klage
  4. Erinnerungen
  5. Große Fuge (Stoßzeit)
  6. Angst
  7. Der vergiftete Strom
- 1977 Aria de la folía española, voor orkest
- 1977 Il Vitalino raddoppiato, voor viool en kamerorkest
- 1979 Apollo trionfante
- 1979 Arien des Orpheus, voor gitaar, harp, klavecimbel en klein strijkersbezetting
- 1979 Barcarola, voor groot orkest
- 1979 Dramatische Szenen aus "Orpheus I."
- 1979-1980 Spielmusiken, uit het sprokje voor muziek "Pollicino", voor orkest of amateurorkesten in verschillende bezettingen
  1. Toskanisches Winterlied
  2. Marsch
  3. Allegro con brio
  4. Sarabande
  5. Concertino
  6. Toskanisches Frühlingslied
- 1984 Deutschlandsberger Mohrentanz no.1, voor sopraanblokfluit, 1 altblokfluit, 1 tenorblokfluit 1 basblokfluit, vijf slagwerkers, gitaar en strijkers
- 1984-1985 Kleine Elegien
- 1984-1985 Liebeslieder
- 1985 Deutschlandsberger Mohrentanz no.2
- 1985 rev.1992 Fandango
- 1987 Cinque piccoli concerti e ritornelli, voor orkest
- 1991 Drei Mozartsche Orgelsonaten, voor 14 instrumenten
- 1991 La selva incantata, aria e rondo, voor orkest
- 1992 Introduktion, Thema und Variationen
- 1993-1994 Appassionatamente, fantasie over "Das verratene Meer", voor groot orkest
- 1996 Erlkönig, fantasia
- 1996 Pulcinellas Erzählungen
- 1996 Sieben Boleros, voor groot orkest
  1. La irascible
  2. La alabanza
  3. La expectación
  4. El pavo real
  5. La soberbia
  6. Dolor
  7. El gran paso de la Reina Arábica
- 1996 Zigeunerweisen und Sarabanden
- 1999 Fraternité, air
- 2000 A Tempest, rounds
- 2000-2001 Scorribanda Sinfonica
- 2001 L’heure bleue
- 2002 Olly on the shore
- 2012 Ouverture zu einem Theater

### Werken voor harmonieorkest
- 1947 Concertino, voor piano en harmonieorkest
- 1975 Ragtimes and Habaneras
- 1976 Die Abenteuer des Don Quixote
  1. Morgenritt
  2. Der tragische Held
  3. Kampf mit den Schafhirten
  4. Dulcinea
  5. Ritornell
  6. Kampf mit den Windmühlenflügeln

### Muziektheater

#### Opera
| Voltooid in         | titel                                                                                      | aktes                    | première                                                          | libretto |
| ------------------- | ------------------------------------------------------------------------------------------ | ------------------------ | ----------------------------------------------------------------- | --- |
| 1948                | Das Wundertheater                                                                          | 1 tafereel               |                                                                   | over een intermezzo van Miguel de Cervantes |
| 1950-1951           | Boulevard Solitude                                                                         | 7 taferelen              | 17 februari 1952, Hannover, Staatstheater                         | Grete Weil naar Abbé Antoine François Prévost «L'histoire du chevalier des Grieux et de Manon Lescaut» uit het 7e boek van de «Mémoires et aventures d'un homme de qualité qui s'est retiré du monde» |
| 1953-1956           | König Hirsch                                                                               | 3 aktes                  | 23 september 1956, Berlijn, Stedelijke opera                      | Heinz von Cramer naar het sprookje van Carlo Graf Gozzi |
| 1958-1959; rev.1991 | Der Prinz von Homburg                                                                      | 3 aktes                  | 22 mei 1960, Hamburg, Staatsopera                                 | Ingeborg Bachmann naar het schouwspel van Heinrich von Kleist |
| 1959-1961; rev.1987 | Elegie für junge Liebende                                                                  | 3 aktes                  | 20 mei 1961, Schwetzingen, Rococotheater                          | Wystan Hugh Auden en Chester Kallman |
| 1962                | Il Re cervo oder Die Irrfahrten der Wahrheit; eigenstandig kortere versie van König Hirsch | 3 aktes                  | 10 maart 1963, Kassel                                             | Heinz von Cramer, naar het sprokje van Carlo Graf Gozzi |
| 1964                | Der junge Lord                                                                             | 2 aktes                  | 7 april 1965, Berlijn, Duitse opera                               | Ingeborg Bachmann naar een parabel "De aap als mens" uit "Der Scheich von Alessandria und seine Sklaven" van Wilhelm Hauff                                                                            |
| 1964-1965           | Die Bassariden                                                                             | 1 akte                   | 6 augustus 1966, Salzburg, Festspielhaus                          | Wystan Hugh Auden en Chester Kallman naar de tragedie Die Bacchanten van Euripides |
| 1974-1976           | We come to the river                                                                       |                          | 12 juli 1976, Londen, Royal Opera House Covent Garden             | Edward Bond |
| 1975                | Der heiße Ofen                                                                             | 5 actes en 3 tussenactes |                                                                   | Friedrich Hitzer, Klaus Konjetzky, Wolfgang Florey, Niels F. Hoffmann, Thomas Jahn en Dieter Süverkrup, naar het theaterstuk Michel und Rosi van Friedrich Hitzer en Klaus Konjetzky                  |
| 1976                | Don Chisciotte (Don Quichotte)                                                             |                          | 1 augustus 1976, Montepulciano, 1. Cantiere Internazionale d'Arte | Giovanni Battista Lorenzi en Giovanni Paisiello; nieuw verteld van Giuseppe Di Leva en de componist en medewerking van Henning Brauel                                                                 |
| 1980-1983           | Die englische Katze                                                                        | 2 aktes, 7 taferelen     | 2 juni 1983, Stuttgart                                            | Edward Bond naar Peines de cœur d'une chatte anglaise van Honoré de Balzac |
| 1985                | Robert, der Teufel, jeugdopera                                                             |                          |                                                                   | |
| 1986-1989           | Das verratene Meer                                                                         | 2 aktes                  | 5 mei 1990, Berlijn                                               | Hans-Ulrich Treichel naar de roman Gogo No Eiko (Der Seemann, der die See verriet) van Yukio Mishima                                                                                                  |
| 1991                | Der Prinz von Hamburg                                                                      |                          |                                                                   | |
| 1993-1995           | Venus und Adonis                                                                           | 1 akte                   | 11 januari 1997, München                                          | Hans-Ulrich Treichel |
| 2003                | L'Upupa und der Triumph der Sohnesliebe                                                    | 11 taferelen             | 2003 Salzburg, Festspielhaus                                      | van de componist, naar een sprookje uit de Arabische landen |

#### Radio- en tv-opera's
| Voltooid in | titel                                                   | aktes                       | première               | libretto                                                             |
| ----------- | ------------------------------------------------------- | --------------------------- | ---------------------- | -------------------------------------------------------------------- |
| 1951        | Ein Landarzt (radioopera)                               |                             |                        | naar Franz Kafka                                                     |
| 1953        | Das Ende einer Welt, radioopera                         | proloog, 2 aktes en epiloog |                        | Wolfgang Hildesheimer                                                |
| 1972-1973   | La Cubana oder Ein Leben für die Kunst (televisieopera) | 5 taferelen                 | 4 maart 1974, New York | Hans Magnus Enzensberger, naar "Canción de Rachel" van Miguel Barnet |

#### Balletten
| Voltooid in            | titel                                                                                                | aktes             | première                   | libretto                                    | choreografie |
| ---------------------- | --- | ----------------- | -------------------------- | ------------------------------------------- | ------------ |
| 1949 rev.1992          | Ballett-Variationen                                                                                  |                   | 1 december 1958, Wuppertal |                                             |              |
| 1949                   | Jack Pudding teruggetrokken, zie Le disperazioni del Signor Pulcinella (1995)                        | 3 delen           |                            |                                             |              |
| 1950 rev.1990          | Rosa Silber; teruggetrokken, zie de gereviseerde versie Das Vokaltuch der Kammersängerin Rosa Silber |                   |                            |                                             |              |
| 1950                   | Le Tombeau d'Orphée                                                                                  |                   |                            |                                             |              |
| 1951                   | Labyrinth, choreographische Fantasie; teruggetrokken, zie het gelijknamig ballet (1996)              |                   |                            |                                             |              |
| 1952                   | Pas d’action; teruggetrokken, zie Tancredi (1964)                                                    |                   |                            |                                             |              |
| 1952; rev.1953 en 1990 | Der Idiot naar Fjodor Michailowitsj Dostojevski                                                      |                   | 1 september 1952, Berlijn  | Ingeborg Bachmann Tatjana Gsovskij          |              |
| 1956                   | Maratona                                                                                             | 1 scène           | 24 september 1957, Berlijn | Luchino Visconti                            |              |
| 1956-1957              | Ondine                                                                                               | 3 aktes           | 27 oktober 1958, Londen    | F. Ashton vrij naar De la Motte-Fouqué      |              |
| 1959                   | L’usignolo dell’imperatore                                                                           |                   | 16 september 1959, Venetië | Giulio Di Majo naar Hans Christian Andersen |              |
| 1962                   | Le Fils de l'air - Der Sohn der Luft (of: L'Enfant changé en jeune homme)                            |                   | 25 mei 1997, Schwetzingen  | Jean Cocteau                                |              |
| 1964                   | Tancredi; naar het teruggetrokken ballet Pasa d'action uit 1952                                      | 2 schilderijen    | 18 mei 1966, Wenen         | Peter Csobàdi                               |              |
| 1978                   | Orpheus                                                                                              | 2 aktes, 6 scènes | 17 maart 1979, Stuttgart   | Edward Bond                                 |              |
| 1990                   | Das Vokaltuch der Kammersängerin Rosa Silber, gebaseerd op het teruggetrokken ballet Rosa Silber     |                   | 14 januari 1991, Londen    |                                             |              |
| 1995                   | Le disperazioni del Signor Pulcinella; (gebaseerd op het teruggetrokken ballet Jack Pudding)         |                   | 25 mei 1997, Schwetzingen  | Sergio Sivori naar Molière                  |              |
| 1996                   | Labyrinth                                                                                            | 1 akte            | 25 mei 1997, Schwetzingen  | M. Baldwin                                  |              |

#### Andere toneelwerken
- 1967 Moralities, Three morality plays voor alt- en tenor solo, spreker, gemengd koor en klein orkest - libretto: Wystan Hugh Auden naar Aesopus
- 1970-1971 Der langwierige Weg in die Wohnung der Natascha Ungeheuer, Show met 17 - libretto: Gastón Salvator
- 1973 Streik bei Mannesmann, scenische cantate (in coöperatie met: Dietrich Boekle, Niels Fr. Hoffmann, Thomas Jahn, Luca Lombardi, Wilfried Steinbrenner) - libretto: Erika Runge
- 1982 Le Miracle de la Rose - Imaginäres Theater II voor klarinet en 13 spelers

### Werken voor koor
- 1947 Fünf Madrigäle
- 1948 rev.1964 Chor gefangener Trojer
- 1948 Wiegenlied der Mutter Gottes
- 1960 Jüdische Chronik
- 1962 Novae de infinito laudes
- 1963 Cantata della fiaba estrema
- 1964 Lieder von einer Insel
- 1966 Muzen Siziliens
- 1968 rev.1990 Das Floss der "Medusa"
- 1974-1976 Mad People's Madrigal
- 1981-1983 Orpheus Behind the Wire - teksten: Edward Bond
  1. Wie war die Hölle? - voor SSSAAATTTBBB koor
  2. Der Sinn liegt hier - voor SSAA koor
  3. Du der du die Zeit der Mörder überlebtest - voor SATBB koor
  4. Nun ist alles anders - voor TTTBBB koor
  5. Orpheus - voor SSAATTBB koor
- 1993-1995 Hirtenlieder, uit de opera "Venus und Adonis"
  1. Der Morgen steigt auf
  2. Ungestüm ist Adonis
  3. Der Wind, er spricht zum Laub
  4. Die Flüsse stehen still

### Vocale muziek
- 1945 Sechs Lieder
- 1948 rev.1999 Whispers from Heavenly Death
- 1948 Der Vorwurf
- 1948-1949 Apollo et Hyazinthus, improvisaties over het gedicht "Im Park", voor klavecimbel, alt en 8 soloinstrumenten
- 1950 Chanson Pflastersteine
- 1956 Fünf neapolitanische Lieder, "Canzoni 'e copp' 'o tammurro" op anonieme teksten uit de 17e eeuw, voor bariton en kamerorkest
- 1957 Nachtstücke und Arien, voor sopraan en groot orkest
- 1958 rev.1963 Kamermuziek
- 1958 Drei Fragmente nach Hölderlin
- 1960 rev.1993 Three Arias
- 1963 Ariosi
- 1963 Being Beauteous
- 1964 Ein Landarzt
- 1968 Versuch über Schweine
- 1969-1970 El Cimarrón
- 1973 Voices
- 1975 Heb doch die Stimme an
- 1975 Kindermund
- 1979 El rey de Harlem
- 1983 Three Auden Songs, voor tenor en piano
- 1989 Drei Lieder über den Schnee, voor sopraan, bariton en acht instrumenten (klarinet in Bes, hoorn in F, fagot, 2 violen, altviool, cello en contrabas)
  1. Schnee, den ich loben will
  2. Es ist ein Schnee gefallen
  3. Als die Erde verlassen war
- 1991 An Sascha
- 1991 Zwei Konzertarien
- 1992-1993 Lieder und Tänze
- 1993 Heilige Nacht, een kerstlied voor solozang en blokfluit
- 1994 Heimlich zur Nacht
- 1996 Nocturnal Serenade
- 1997 Sechs Gesänge aus dem Arabischen, voor tenor en piano
  1. Selim und der Wind
  2. Die Gottesanbeterin
  3. Ein Sonnenaufgang
  4. Cäsarion
  5. Fatumas Klage
  6. Das Paradies

### Kamermuziek
- 1945 Kleines Quartett
- 1946 Sonata
- 1947 Sonatina, voor fluit en piano
- 1947 Strijkkwartet no. 1
- 1948 rev.1963 Kammersonate
- 1952 Strijkkwartet no. 2
- 1952 Blazerskwintet
- 1956 Concerto per il Marigny
- 1963 Quattro fantasie, voor klarinet, fagot, hoorn, 2 violen, altviool, cello en contrabas
- 1964 Divertimenti
- 1966 Der junge Törless, voor drie violen, twee altviolen en cello
- 1970 L'usignolo dell'imperatore
- 1971 Fragmente aus einer Show
- 1971 Prison Song
- 1974 Carillon, Récitatif, Masque, voor mandoline, gitaar en harp
- 1975-1976 Strijkkwartet no. 3
- 1976 Amicizia!, voor klarinet, trombone, cello, slagwerk en piano
- 1976 Strijkkwartet no. 4
- 1976 Strijkkwartet no. 5
- 1977-1985 Konzertstück
- 1977 L'autunno, voor fluit (altfluit, piccolo), hobo (hobo d'amore), klarinet, (klarinet in (Es)/basklarinet (B)), hoorn (ad lib. ook Wagnertuba), fagot (contrafagot)
  1. Moderato - Più mosso - Lo stesso tempo (klarinet cadenza) (quasi attacca)
  2. Allegretto
  3. Allegramente (Hoorn cadenza) - Malincolia - Allegretto (Bossoon cadenza) - attacca
  4. Vivace - Allegramente - Molto meno mosso - Vivace e burlesco - Con moto - Un poco meno mosso - Ancora meno mosso
  5. Quia respexit humilitatem ancillae suae
- 1977 Trauer-Ode für Margaret Geddes, voor zes celli
- 1978-1979 Sonata
- 1979 Sonatina, uit het sprokje voor muziek "Pollicino", voor viool en piano
- 1981 Le miracle de la rose (Imaginäres Theater II)
- 1981 Variation
- 1982 Five Scenes from the Snow Country, voor marimba
- 1981 Von Krebs zu Krebs
- 1982 Canzona, voor hobo, piano, harp, 3 violen en cello
- 1983 Sonata, voor viool en piano
- 1983 Sonata, voor altviool en piano
- 1984-1985 Selbst- und Zwiegespräche, voor altviool, gitaar en kleine orgel
- 1985-1986 Ode an eine Äolsharfe, voor concerteerende gitaar en 15 soloinstrumenten
- 1986 Eine kleine Hausmusik
- 1987 Allegra e Boris
- 1990 Fünf Nachtstücke
  1. Elegie
  2. Capriccio
  3. Hirtenlied I
  4. Hirtenlied II
  5. Ode
- 1990 Paraphrasen über Dostojevski
- 1990-1991 Pianokwintet
- 1992 Adagio
- 1993 Adagio adagio, serenade voor viool, cello en piano
- 1994-1996 Drei geistliche Konzerte
- 1995 Notturno
- 1996 Leçons de danse, uit het ballet "Le fils de l'air - Der Sohn der Luft", voor twee piano's en slagwerk
  1. Tango
  2. Tempo die Minuetto
  3. Foxtrott
  4. Finale
- 1996 Minotauros Blues
- 1996 Neue Volkslieder und Hirtengesänge, voor fagot, gitaar en strijktrio
  1. Pastorale
  2. Morgenlied
  3. Ballade
  4. Tanz
  5. Rezitativ
  6. Abendlied
  7. Ausklang
- 1996 Voie lactée ô soeur lumineuse, avondmuziek voor een oud vriend - Toccata voor 19 instrumentalisten (kamerorkest)
- 1997 Drei Märchenbilder
- 2000 Ein kleines Potpourri

### Werken voor orgel
- 1979 Toccata senza Fuga, uit de opera "Orpheus"

### Werken voor piano
- 1949 Variationen, voor piano, op. 13
- 1959 Sonata per pianoforte
- 1964 Divertimenti, tussenspelen uit de opera "Der junge Lord", voor twee piano's vierhandig
- 1980 Zes stukken voor jonge pianisten
- 1981 Cherubino, drie miniatures
- 1994 Toccata mistica
- La mano sinistra, stuk voor Leon - voor de linke hand
- Piece for Peter

### Werken voor klavecimbel
- 1963 Six Absences
  1. Molto mesto e lento
  2. Andante cantabile
  3. Pesante, molto mosso
  4. Andantino
  5. Lento
  6. Allegramente • Agrèment de la Sixième Absence
- 1965 Lucy Escott Variations
- 1986 Euridice, Framenti per il clavicembalo dal balletto "L'Orfeo"
  1. Con calma e grazia
  2. Sarabanda
  3. Gran lamento
  4. Colori splendenti

### Werken voor gitaar
- 1958 Drie Tentos
  1. Tranquillamente
  2. Allegro rubato
  3. Lento
- 1976 Royal Winter Music: gitaarsonate nr. 1, portretten van personages van William Shakespeare
  1. Gloucester
  2. Romeo and Juliet
  3. Ariel
  4. Ophelia
  5. Touchstone, Audrey and William
  6. Oberon
- 1979 Royal Winter Music: gitaarsonate nr. 2
  1. Sir Andrew Aguecheek: Marcia, non troppo funebre – Sempre incalzando
  2. Bottom’s Dream: Adagietto, con comodo – Adagio
  3. Mad Lady Macbeth: Fiercely – Meno mosso – Piu mosso – Tempo 1... With Noisy Vulgarity
- Charakterstukken, voor twee gitaren

### Filmmuziek
- 1966 Der junge Törless
- 1983 Un amour de Swann